# Oman ai Giochi olimpici
L'Oman ha partecipato per la prima volta ai Giochi olimpici nel 1984.
Gli atleti omani non hanno mai vinto medaglie ai Giochi olimpici estivi, mentre non hanno mai partecipato ai Giochi olimpici invernali.
Il Comitato Olimpico dell'Oman venne creato e riconosciuto dal CIO nel 1982.

## Medaglieri

### Medaglie alle Olimpiadi estive
| Giochi              | Oro | Argento | Bronzo | Totale |
| ------------------- | --- | ------- | ------ | ------ |
| 1984 Los Angeles    | 0   | 0       | 0      | 0      |
| 1988 Seul           | 0   | 0       | 0      | 0      |
| 1992 Barcellona     | 0   | 0       | 0      | 0      |
| 1996 Atlanta        | 0   | 0       | 0      | 0      |
| 2000 Sydney         | 0   | 0       | 0      | 0      |
| 2004 Atene          | 0   | 0       | 0      | 0      |
| 2008 Pechino        | 0   | 0       | 0      | 0      |
| 2012 Londra         | 0   | 0       | 0      | 0      |
| 2016 Rio de Janeiro | 0   | 0       | 0      | 0      |
| 2020 Tokyo          | 0   | 0       | 0      | 0      |
| 2024 Parigi         | 0   | 0       | 0      | 0      |
| Totale              | 0   | 0       | 0      | 0      |